# 人民全国大会改革

人民全国大会改革旗帜

人民全国大会改革（英語：People's National Congress Reform，缩写为PNCR）是圭亚那的一个社会民主主义政党。该党成立于1957年，当时取名为人民全国大会，分裂自人民进步党，创始人是福布斯·伯纳姆。1964年—1992年，该党是圭亚那的执政党；该党领袖伯纳姆先后担任总理和总统。伯纳姆执政期间，推行“合作社会主义”政策。1997年，该党改名为人民全国大会/改革。2001年，又改名为“人民全国大会改革”。2015年—2020年，该党参加联合政府。该党是争取民族团结伙伴关系的成员。